# Þjórsárdalsvegur
Der Þjórsárdalsvegur ist eine Hauptstraße in Island. Sie liegt zwischen dem Skeiða- og Hrunamannavegur  und dem Landvegur .
Die Straße 32 und verläuft überwiegend westlich der Þjórsá. Über sie kann man zum Museum Þjóðveldisbær, zum Búrfell-Kraftwerk und zum  Hjálparfoss gelangen. Der Þjórsárdalsvegur ist 51 km lang und auf ganzer Länge asphaltiert. Am nordöstlichen Ende mündet von Süden kommend der Landvegur ein. Er wird zur Sprengisandsleið mit der Nummer 26.